# Hannes Horma
Hannes Horma (ur. 1985 w Hämeenlinnie), znany również jako Hanu – fiński muzyk, kompozytor i wokalista, multiinstrumentalista. Hannes Horma znany jest przede wszystkim z występów w folk metalowym zespole Turisas. Pierwszy raz pojawił się w zespole jako gość na płycie Battle Metal w 2004. W latach 2004–2007 był muzykiem koncertowym w tejże grupie. Następnie został jej oficjalnym członkiem. Pierwszy raz, jego gra na gitarze basowej została zarejestrowana na płycie The Varangian Way (2007). W 2011 roku muzyk opuścił skład formacji.
Od 2012 roku członek zespołu Dirge Eternal.

## Dyskografia
- Turisas - Battle Metal (2004, Century Media Records, gościnnie wokal wspierający)[5]
- Turisas - The Varangian Way (2007, Century Media Records, członek zespołu)[6]
- Turisas - A Finnish Summer with Turisas (2008, Century Media Records, członek zespołu)[7]
- Turisas - Stand Up and Fight (2011, Century Media Records, członek zespołu)[8]
- Cardiant - Verge (2013, Inverse Records, orkiestracje)[9]
- Asa-Noir - Fall of the Idols (2014, WormHoleDeath Records, wokal, orkiestracje)[10]